# Jason Cunliffe
Jason Ryan Quitugua Cunliffe (* 23. Oktober 1983 in Hagåtña), auch in der Schreibweise Jason Cunliffe, ist ein guamischer Fußballspieler auf der Position des Offensiven Mittelfelds. Er ist aktuell für die Bank of Guam Strykers und als Kapitän der guamischen Nationalmannschaft aktiv.

## Karriere

### Verein
Cunliffe begann mit fünf Jahren Fußball für Guams Tumon Soccer Club zu spielen. Er war Teil der Jugendmannschaft von Houston Texans, welche zwei nationale Meisterschaften im Jahr 2001 und 2002 gewinnen konnten. Außerdem gewann er 2001 den Brazil Cup mit seiner Mannschaft.
2006 spielte er in Guam für die Quality Distributors, für welche er in 49 Spielen beeindruckende 38 Tore erzielen konnte. 2010 wechselte er zu Guam Shipyard und setzte hier seine hohe Trefferquote fort. 2012 wechselte er nach Philippinen zu Pachanga Diliman FC und feierte hier ohne Saisonniederlage den Aufstieg. Von 2014 bis 2017 war er für Rovers FC aktiv, dann folgte der Wechsel zu Isla de Ladrones FC. Seit Anfang 2019 steht er bei den Payless Supermarket Strykers unter Vertrag.

### Nationalmannschaft
Sein Debüt für die Guamische Fußballnationalmannschaft gab Cunliffe am 3. April 2006 im Freundschaftsspiel gegen die Auswahl von Bangladesch. Er nahm an Qualifikationsspielen zur Fußball-Weltmeisterschaft (2018, 2022), der Ostasienmeisterschaft (2010, 2013, 2015, 2017, 2019) und dem AFC Challenge Cup (2014) teil, konnte jedoch keine nennenswerten Erfolge erzielen. Er war Teilnehmer an den XIV. Pazifikspielen, schied mit der Nationalmannschaft aber bereits in der Gruppenphase als Vorletzter der Tabelle aus. Auch im Rahmen der Qualifikation zur Asienmeisterschaft 2023 scheiterte er mit der Mannschaft bereits in den Playoffs gegen die Auswahl von Kambodscha mit 3:1 nach Hin- und Rückspiel. Sein erstes Länderspieltor erzielte er am 15. März 2009 gegen die Mannschaft aus Macau, den ersten Hattrick drei Jahre später im Spiel gegen die Nördlichen Marianen. Seinen bisher letzten Einsatz im Trikot der Nationalelf absolvierte er am 22. Februar 2022 gegen die Mannschaft der Nördlichen Marianen. Mit 64 A-Länderspielen und 25 erzielten Toren ist Cunliffe sowohl Rekordnationalspieler als auch Rekordtorschütze der guamischen Fußballnationalmannschaft.

## Erfolge
- Guamischer Meister: 2007, 2008, 2014, 2015, 2016
- Guamischer Pokalsieger: 2008, 2012, 2014, 2019